# Iwan Słażniow
Iwan Gawriłowicz Słażniow (ros. Иван Гаврилович Слажнёв, ur. 7 stycznia 1913 w Szpole, zm. 9 września 1978) – radziecki działacz państwowy i partyjny.

## Życiorys
Uczył się w technikum mechanizacji gospodarki rolnej w Pryłukach, po czym 1931-1934 pracował jako mechanik w stanicy maszynowo-traktorowej w Uzbeckiej SRR i Ukraińskiej SRR, 1934-1940 studiował w Charkowskim Instytucie Mechanizacji i Elektryfikacji Gospodarki Rolnej, 1939 został członkiem WKP(b). W latach 1940–1942 był dyrektorem stanicy maszynowo-traktorowej, 1942 został I sekretarzem, następnie II sekretarzem rejonowego komitetu Komunistycznej Partii (bolszewików) Kazachstanu w obwodzie północnokazachstańskim, 1944-1947 ponownie był dyrektorem stanicy maszynowo-traktorowej, 1947-1953 był szefem obwodowego zarządu gospodarki rolnej w Kustanaju. W 1953 był I zastępcą przewodniczącego, a 1953-1955 przewodniczącym Komitetu Wykonawczego Kustanajskiej Rady Obwodowej, od 1955 do lutego 1962 zastępcą przewodniczącego Rady Ministrów Kazachskiej SRR i jednocześnie od 1961 do lutego 1962 ministrem zapasów Kazachskiej SRR. Od lutego 1962 do stycznia 1963 był I sekretarzem Pawłodarskiego Komitetu Obwodowego KPK, od stycznia 1963 do grudnia 1964 I sekretarzem Pawłodarskiego Wiejskiego Komitetu Obwodowego KPK, a od grudnia 1964 do marca 1965 ponownie I sekretarzem Pawłodarskiego Komitetu Obwodowego KPK. Od marca do października 1965 przewodniczącym Komitetu Wykonawczego Celinnej Rady Krajowej, od października do grudnia 1965 zastępcą przewodniczącego, a od grudnia 1965 do końca życia I zastępcą przewodniczącego Rady Ministrów Kazachskiej SRR, jednocześnie od 8 kwietnia 1966 do 24 lutego 1976 był zastępcą członka KC KPZR.

## Odznaczenia
- Order Lenina (dwukrotnie)
- Order Rewolucji Październikowej
- Order Czerwonego Sztandaru Pracy (trzykrotnie)